# Jinduicheng
Koordinaten: 34° 16′ 50″ N, 109° 59′ 50″ O
Am 30. April 1988 brach in Jinduicheng in der chinesischen Provinz Shaanxi der Damm eines Absetzbeckens eines Molybdän-Bergwerkes. Durch die entstehende Flutwelle starben ungefähr 20 Menschen. 
Der Staudamm war 40 m hoch und speicherte 700.000 m³ Absetzschlämme. Der Dammbruch geschah, weil eine  Entlastung des Überlaufs blockiert war und so der Wasserspiegel in dem Stausee zu hoch anstieg und unkontrolliert überlief. Das Wasser war säurehaltig und so wurden auch viele Fische getötet, als der Archie Creek überflutet wurde.